# 호룡
주식회사 호룡은 대한민국의 특장차·건설기계 기업으로,AWP(고소작업차·고가작업대), 사다리차, 크레인을 주력으로 생산한다. 사명은 호남의 용의 약자이다.

## 역사
2022년 8월 사명을 HR E&I으로 변경하였다가 2025년 2월 현재의 사명으로 다시 변경하였다.
2025년 주관사를 신한투자증권으로 코스닥 시장 상장을 신청하였으나 철회하였다.